# Bestimmungsamt
Der Begriff Bestimmungsamt stammt aus dem Patentrecht, speziell aus dem Zusammenarbeitsvertrag (ZV bzw. PCT – Patent Cooperation Treaty). Er bezeichnet ein nationales oder regionales Patentamt, für das ein Anmelder die Behandlung einer internationalen Patentanmeldung nach dem Kapitel 1 des Zusammenarbeitsvertrages als nationale bzw. regionale Patentanmeldung beantragt hat.
Für eine Patentanmeldung gibt es in der Regel mehrere Bestimmungsämter. Eines der Bestimmungsämter kann die internationale Recherche (Art. 12 ff. ZV) nach dem einschlägigen Stand der Technik durchführen. Die Patentanmeldung wird dann zusammen mit dem Recherchenbericht von der Weltorganisation für geistiges Eigentum (WIPO) veröffentlicht.